# Signe Wennberg
Signe Helena Wennberg, född 20 juni 1888 i Skara stadsförsamling, Skaraborgs län, död 15 september 1977 i Helsingborgs Maria församling, Malmöhus län, var en svensk lärare, rektor, politiker och rösträttskvinna. Hon var ledamot av Helsingborgs stadsfullmäktige mellan 1919 och 1929, och var fulllmäktiges enda kvinnliga ledamot efter kommunalvalen i Sverige 1926. Under mer än 20 år var hon även ordförande i lokalavdelningen av Fredrika Bremer-förbundet.

## Biografi
Signe Wennberg föddes 1888 i Skara, som nummer åtta i en skara av tio syskon. Hennes far Carl Gustaf (Gösta) Wennberg var jurist och hade då avancerat till häradshövding. Familjen flyttade 1899 till Gränna, som var moderns hembygd. 
Efter skolgång i Jönköping utbildade sig Signe Wennberg på Privata högre lärarinneseminariet i Lund där hon tog examen 1912. Året därefter kom hon till Helsingborg, och blev lärare vid Wintzellska skolan. År 1918 blev Signe Wennberg skolans föreståndare och senare rektor. Skolan slogs ihop med Ebba Lundbergs nya elementarskola 1944 och Signe Wennberg blev då ämneslärare vid Ebba Lundbergs högre läroverk för flickor, en tjänst hon upprätthöll fram till sin pensionering 1953.
Parallellt med sitt yrkesarbete var Signe Wennberg engagerad i frågan om kvinnors rösträtt, i både föreningslivet och lokalpolitiken. Snart efter att hon hade etablerat sig i Helsingborg blev hon ledamot i styrelsen för Fredrika-Bremer-förbundets Helsingborgsavdelning, och från 1921 till 1949 var hon dess ordförande. Hon tog initiativ till en särskild diskussionsklubb inom kretsen där kvinnor erbjöds tillfälle att öva sig i mötesteknik och få kunskap om det parlamentariska systemet. Signe Wennbergs idé med detta var att kvinnor inte bara skulle använda sin rösträtt utan också själva ta plats i politiken, och då krävdes träning för att kunna agera i samma sammanhang som männen. Modellen blev framgångsrik och bland annat Lundakretsen startade också en diskussionsklubb.
Signe Wennberg var även politiskt aktiv, och var ledamot av Helsingborgs stadsfullmäktige mellan 1919 och 1929. Hon var även med och grundade Högerns kvinnoförening i staden. Efter kommunalvalen i Sverige 1926 var hon den enda kvinnliga ledamoten av Helsingborgs stadsfullmäktige. I samband med den nya barnavårdslagens införande 1925 inrättades en barnavårdsnämnd i Helsingborg, och där kom Signe Wennberg att bli ledamot från begynnelsen.
Därtill hade hon ett omfattande ideellt engagemang, bland annat som vice ordförande i nordvästra Skånes pedagogiska sällskap, som styrelseledamot i Modersmålslärarnas förening, i Svenska eldbegängelseföreningens lokalavdelning i Helsingborg, i föreningen Hemgården samt i Helsingborgs barnfilmklubb.
Hon skrev då och då artiklar i Fredrika-Bremer-Förbundets tidskrift Hertha. För många unga kvinnor, bland andra Ella Tengbom-Velander, sedermera kommunalråd, blev hon en förebild och mentor.
Signe Wennberg avled i Helsingborg i september 1977. Hon begravdes vid Helsingborgs krematorium.